# Am stram gram pique et pique et colegram
Am stram gram pique et pique et colegram est une mélodie française pour voix et piano de la compositrice française Claude Arrieu, écrite en 1949.

## Contexte et création
Claude Arrieu compose sa mélodie sur un texte de Lise Deharme extrait de son recueil Cahier de curieuse personne en 1949. L'œuvre est encore inédite.